# أوما أوباما
أوما أوباما (بالإنجليزية: Auma Obama)‏ (ولدت 1960م – ) هي كاتبة سيناريو، وكاتب عمومي، وكاتبة ولدت في نيروبي، وهي الأخت غير الشقيقة للرئيس الرابع والأربعين للولايات المتحدة باراك أوباما.

## روابط خارجية
- أوما أوباما على موقع IMDb (الإنجليزية)
- أوما أوباما على موقع ألو سيني (الفرنسية)
- أوما أوباما على موقع أول موفي (الإنجليزية)
- أوما أوباما على موقع قاعدة بيانات الفيلم (الإنجليزية)
- أوما أوباما على موقع ليتربوكسد (الإنجليزية)
- أوما أوباما على موقع كينوبويسك (الروسية)